# Rommert Politiek
Rommert Douwe Politiek (Wons, 27 december 1926 – Heerenveen, 22 december 2014) was hoogleraar veefokkerij, een van de grootste wetenschappers van de Universiteit Wageningen en wordt beschouwd als de grondlegger van de moderne rundveehouderij.

## Jeugd
Politiek groeide op een boerderij in het Friese dorpje Wons op. Hij was de oudste zoon van Ytje Nauta en Johannes Politiek. Hij volgde de MULO en de Rijkslandbouw Winterschool. In het laatste jaar van de Tweede Wereldoorlog zat hij op de boerderij van zijn ouders ondergedoken, om aan de Arbeitseinsatz te ontkomen. Aansluitend op zijn HBS-opleiding vervulde hij zijn dienstplicht in voormalig Nederlands-Indië. In plaats van een overname van het melkveebedrijf van zijn ouders ging hij in 1950 studeren aan de Landbouwhogeschool Wageningen. In 1955 huwde Rommert Politiek Aagje Boersma. Na het behalen van zijn bul begon hij aan een promotieonderzoek bij de vakgroep Veefokkerij, een studie naar het meten van het eiwitgehalte in melk, dat hij combineerde met werkzaamheden bij het Fries Rundvee Stamboek (FRS), onder de voorwaarde dat hij eiwitgegevens mocht gebruiken voor zijn promotieonderzoek.

## Carrière
Toen hij gepromoveerd was (1957), verruilde Politiek het FRS en Wageningen voor het Instituut voor Veeteeltkundig onderzoek (IVO), om zich bezig te gaan houden met praktijk(gericht) onderzoek. De ‘melkbaarheid’ van koeien was een aspect van zijn activiteiten. Speengrootte heeft een hoge erfelijkheidsgraad, dus deze was snel aangepast aan de nog relatief nieuwe melkmachine. Ook ligboxenstallen en doorloopmelkstallen waren destijds in opkomst. Politiek toonde toen tevens het economisch voordeel van stoppen met namelken aan.
In 1963 werd hij benoemd tot lector en verhuisde het gezin Politiek naar Rhenen. Hij was al enkele jaren universitair docent in Wageningen. In 1968 is hij geïnaugureerd als hoogleraar Veefokkerij. Als lector en hoogleraar hanteerde Politiek in de jaren zestig moderne lesmethoden en uitgangspunten, zoals de kwantitatieve genetica en voorspellende fokkerij, toegespitst op vooruitstrevende methoden en resultaatgerichte bedrijfsvoering.
Politiek bezette de leersofa, zoals hij zijn leerstoel Veefokkerij graag noemde, tot 1988. Onder zijn promovendi waren M.P.M. Vos, Pim Brascamp en Johan van Arendonk, hoogleraar van de vakgroep Veefokkerij aldaar. Hij is daarnaast jarenlang hoofdredacteur geweest van het wetenschappelijk tijdschrift van de EAAP, Livestock Production Science.

## Innovaties
Politiek had een uitgesproken mening over het Friese Rundvee-stamboek en stelde op wetenschappelijke grond voor om de aandacht voor uiterlijke kenmerken (lichamelijke schoonheid) te verschuiven naar melkproductie. Met behulp van statistiek en rekenmodellen kon deze worden verhoogd en is het eiwitgehalte verbeterd ten behoeve van de kaasproductie. Daarbij veranderden dus de gewenste eigenschappen en werd afgestapt van het ideaal van de ‘dubbeldoelkoe’, een koe die naast een redelijke melkgift ook een rendabele hoeveelheid vlees opleverde zodra zij geslacht zou worden - zoals de rassen MRIJ en FH. Hij droeg bij aan de introductie van methoden voor fokwaardeschatting van stieren. Mede onder zijn impuls is het aandeel Holstein-Friesian koeien in de Nederlandse veestapel enorm gegroeid. Hij stond ook een bundeling van gegevens voor, zoals uiteindelijk gebeurde in de organisatie CR Delta.

## Onderscheidingen
Voor zijn betekenis voor de veehouderij en de verbetering van het landbouwonderwijs is professor Politiek benoemd tot Ridder in de Orde van de Nederlandse Leeuw. En er was meer erkenning voor zijn verdienste.
- Rommert Politiek ontving in 1993 de International Dairy Production Award.
- De EAAP Rommert Politiek Award voor de beste poster is naar hem vernoemd.
- Jarenlang stond hij in de Eregalerij op de website van de Canadese University of Guelph.
- Sinds 2009 is Politiek erelid van de mede op zijn initiatief opgerichte studievereniging voor studenten Zoötechniek ‘De Veetelers’.[10]
- In 2004 werd Politiek verkozen tot de op een na grootste Wageningse wetenschapper aller tijden.[7]